# NGC 2
NGC 2 je spiralna galaksija u zviježđu Pegaza.  Nalazi se u blizini NGC 1, nešto južnije od nje.

## Astronomska promatranja
Ovo je slabašna spiralna galaktika prividnog sjaja 14.2 [nedostaje izvor].

## Reference i izvori
1. 1 2 3 4 5 6  NASA/IPAC Extragalactic Database. Results for NGC 2. Pristupljeno 18. studenoga 2006.

- NGC/IC Project